# Curtiss PW-8
 (novembre 2024).
Le Curtiss PW-8 est un avion militaire de l'entre-deux-guerres, avion de chasse biplan à cockpit ouvert. Il a été construit par Curtiss dans les années 1920 pour l’'United States Army Air Service (USAAS), ancêtre de l'USAAF.

## Variantes
- XPW-8
- XPW-8A
- PW-8
- P-1

### Aéronefs comparables
- Curtiss P-1 (en)
- Fokker PW-7
- Boeing PW-9